# Виголанте (Парма)
Виголанте је насеље у Италији у округу Парма, региону Емилија-Ромања.
Према процени из 2011. у насељу је живело 66 становника. Насеље се налази на надморској висини од 68 м.